# Eva Trobisch

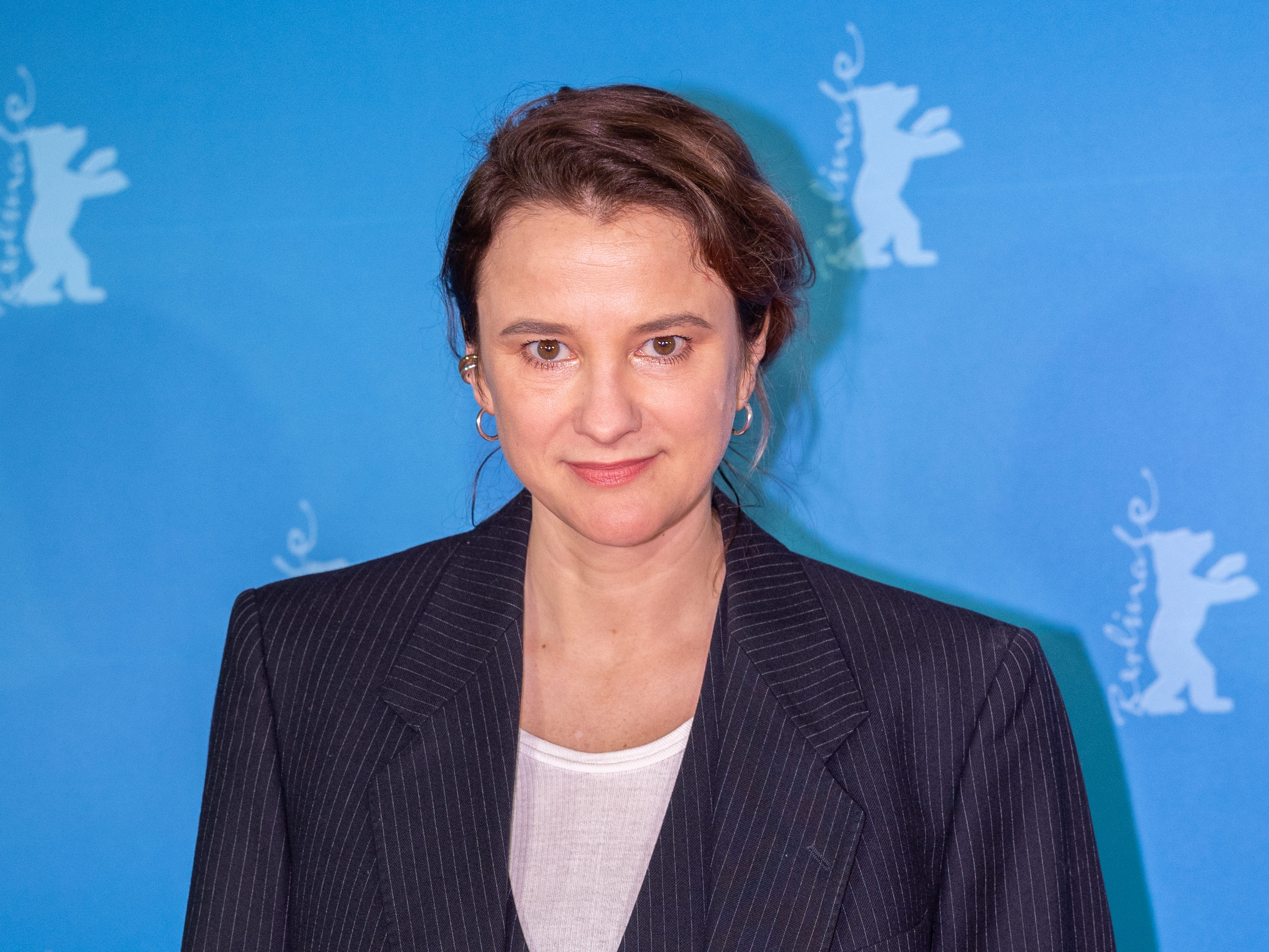
Eva Trobisch auf der Berlinale 2024

Eva Trobisch  (* 3. August 1983 in Berlin) ist eine deutsche Filmemacherin.

## Leben
Nachdem sie unter anderem als Regieassistentin und im Bereich Script praktische Filmerfahrungen gesammelt hatte, bewarb sich Trobisch 2009 mit Erfolg an der Hochschule für Fernsehen und Film München. Mit ihrem Stipendium der Studienstiftung des deutschen Volkes war sie 2013 Gaststudentin im Fach Drama und Cinema Studies an der NYU Tisch School in New York City. Anschließend absolvierte sie bis 2016 einen Master in Screenwriting an der London Film School.
Ihr Abschlussfilm Alles ist gut hatte seine Deutschlandpremiere auf dem Filmfest München, wo er den Förderpreis Neues Deutsches Kino und den FIPRESCI-Preis erhielt. Seine internationale Premiere feierte er auf dem Locarno Film Festival und erhielt dort den Preis für den besten Debütfilm. 2019 wurde sie mit dem Young Talent Award des Women in Motion Preises ausgezeichnet, der am Cannes Film Festival verliehen wurde, sowie mit dem Förderpreis der Ödön-von-Horvàth-Stiftung.
Am Theater Basel realisiert sie in der Spielzeit 21/22 das Stück Penthesilea, ihre erste Arbeit als Theaterregisseurin.
Ivo, ihr zweiter langer Spielfilm, feierte seine Weltpremiere in der Sektion Encounters der Berlinale.

## Filmografie (Auswahl)
- 2010: Fünf Stunden Montag (Kurzfilm) – Regie, Drehbuch
- 2012: Wie du küsst (Kurzfilm) – Regie, Drehbuch
- 2017: Es ist egal, aber (Kurzfilm) – Produzentin
- 2018: Alles ist gut – Regie, Drehbuch
- 2024: Ivo – Regie, Drehbuch

## Auszeichnungen
- 2019: Förderpreis der Ödön-von-Horvàth-Stiftung[4]
- 2019: Young Talent Award, Women in Motion[4]
- 2024: Aufnahme in die „10 Directors to Watch“ für Ivo des Palm Springs International Film Festival[6]
- 2024: Heiner-Carow-Preis für Ivo